# Caubiac
Caubiac – miejscowość i gmina we Francji, w regionie Oksytania, w departamencie Górna Garonna.
Według danych na rok 1990 gminę zamieszkiwały 154 osoby, a gęstość zaludnienia wynosiła 19 osób/km² (wśród 3020 gmin regionu Midi-Pyrénées Caubiac plasuje się na 909. miejscu pod względem liczby ludności, natomiast pod względem powierzchni na miejscu 1238.).